# Grupo A (FIA)
O Grupo A, em relação ao autoesporte regido pela FIA, se refere a um conjunto de regulamentos que fornecem uma produção derivada de veículos para as competições.
Em contraste com os extintos Groupo B e Grupo C, o Grupo A se refere a derivações de veículos de produção com restrições de potência, peso, tecnologia e custo total.
O Grupo A foi intrduzido pela FIA em 1982 para substituir o Grupo 2 com "carros de turismo modificados", enquanto o Grupo N substituiria o Grupo 1 com "carros de turismo padrão".

## Homologação
Para ser aprovado, um minimo de 2.500 carros do modelo de competição tem que ser produzido em um ano, e de 25.000 carros para toda a série do moldelo (exemplo: 2.500 Subaru Impreza WRX, 25.000 Subaru Impreza). Em 1991, o requerimento foi de no minimo 5.000 carros por ano, sem referências  para toda a série, mas a FIA permitiu que modelos "Evolution" fossem homologados com um minimo de 500 carros (exemplo: BMW M3 Sport Evo, Mercedes-Benz W201 Evo). As regras exigiam também que o acabamento interior fosse removido, como por exemplo: paineis de porta e console.
No entanto, nem todas as montadoras venderam os 500 carros que construiram, algumas usaram a maioria deles para os reconstruir como modelos padrão ou os usaram para permitir as equipes a usar partes modificadas. Um exemplo disso foi a Volvo com o 240 Turbo em 1985. Depois de terem produzido os 500 modelos, a Volvo tirou de 477 carros os seus equipamentos de corrida e os vendeu como 240 Turbo normal. Como resultado, depois da falha da FISA (Fédération Internationale du Sport Automobile) na tentativa de achar um carro "Evolution" em vários países da Europa, a Volvo foi obrigada, para competir, a revelar os nomes dos 500 donos dos "Evo".
Outro exemplo foi a Ford, depois de vender  todos os seus RS500 "stocks", eles leram o livro de regras e acharam que em vez de usarem o o Sierra Cosworth ou o RS500, eles poderiam usar a carroceria do básico Siera 3 portas, o qual a ford tinha descontinuado, e usar seu equipamento Evolution nele. Hoje em dia, esses carros são tratados como qualquer outro modelo da gama.